# Przedsiębiorstwo Komunikacji Samochodowej w Iławie
Przedsiębiorstwo Komunikacji Samochodowej w Iławie Sp. z o.o. – przedsiębiorstwo transportowe powstałe 1 października 1999 r. po oddzieleniu się od Przedsiębiorstwa Państwowej Komunikacji Samochodowej w Ostródzie której było placówką terenową.

## Przewozy osobowe
W listopadzie 2004 r. Przedsiębiorstwo Komunikacji Samochodowej w Iławie Sp. z o.o. przejęło w wyniku umowy prywatyzacyjnej przedsiębiorstwo państwowe. Firma świadczy usługi przewozowe na liniach podmiejskich, dowozi dzieci do szkół podmiejskich, wynajmuje autokary na imprezy okolicznościowe, a także realizuje regularne
połączenia krajowe, m.in. do Bydgoszczy, Włocławka, Elbląga, Krynicy Morskiej i Warszawy. Siecią komunikacyjna pokrywa tereny powiatu iławskiego oraz pobliskich.

## Tabor
Przedsiębiorstwo dysponuje następującymi rodzajami autobusów:
| Marka                      | Liczba |
| -------------------------- | ------ |
| Jelcz PR110D               | 1      |
| Kapena Thesi Intercity     | 1      |
| Solbus C 9,5               | 1      |
| Autosan A0909L             | 1      |
| Setra S215                 | 1      |
| Autosan H7 Solina          | 1      |
| Mercedes-Benz Sprinter     | 1      |
| Autosan A10-10T Lider Midi | 6      |
| Autosan H7-10.06 MB        | 1      |
| Neoplan Polska N316 SHD    | 1      |
| Noge Touring Star          | 1      |
| Setra S215 RL              | 1      |
| Autosan H9-2x              | 16     |

## Transport w kraju i za granicą
PKS Iława świadczy szerokie usługi transportowe. Ciężarówki firmy wyjeżdżają w trasy do niemal każdego kraju Europy. Transport krajowy i zagraniczny obsługują 3 ciągniki siodłowe marki Scania.